# Municipio de Princeton (Arkansas)
El municipio de Princeton (en inglés: Princeton Township) es un municipio ubicado en el condado de Dallas en el estado estadounidense de Arkansas. En el año 2010 tenía una población de 152 habitantes y una densidad poblacional de 0,77 personas por km².

## Geografía
El municipio de Princeton se encuentra ubicado en las coordenadas 33°57′14″N 92°39′19″O / 33.95389, -92.65528. Según la Oficina del Censo de los Estados Unidos, el municipio tiene una superficie total de 196.67 km², de la cual 196,67 km² corresponden a tierra firme y (0 %) 0 km² es agua.

## Demografía
Según el censo de 2010, había 152 personas residiendo en el municipio de Princeton. La densidad de población era de 0,77 hab./km². De los 152 habitantes, el municipio de Princeton estaba compuesto por el 46,05 % blancos, el 53,29 % eran afroamericanos y el 0,66 % eran de una mezcla de razas. Del total de la población el 0 % eran hispanos o latinos de cualquier raza.